# Oasele carpului
Oasele carpului (Ossa carpi) sunt 8 oase mici așezate pe două rânduri în regiunea carpiană (numită și carp) a membrului superior, între oasele antebrațului și metacarpiene. Toate aceste oase au o formă neregulat cuboidă și sunt dispuse pe două rânduri transversale, câte patru în fiecare rând. În rândul proximal (primul rând), începând de la police (aflat lateral) în direcția degetului mic (aflat medial), se găsesc 4 oase: scafoidul, semilunarul, piramidalul și pisiformul; în rândul distal (al doilea rând), se găsesc în aceeași ordine alte 4 oase: trapezul, trapezoidul, capitatul și osul cu cârlig. Toate oasele carpiene, cu mici excepții, prezintă șase fețe: unele articulare, altele  nearticulare, rugoase: față superioară (sau proximală), față inferioară (sau distală), față anterioară (sau palmară), față dorsală, față laterală (sau radială) și față medială (sau ulnară).